# Kattaugo
Kattaugo är en kulle i Antarktis. Den ligger i Östantarktis. Norge gör anspråk på området. Toppen på Kattaugo är 266 meter över havet.
Terrängen runt Kattaugo är varierad. Havet är nära Kattaugo åt nordväst. Trakten är obefolkad. Det finns inga samhällen i närheten. 